# Aartsbisdom Bremen
Het aartsbisdom Bremen of aartsbisdom Hamburg-Bremen (Latijn: Arcidioecesis Bremensis) was van 864 tot 1648 een aartsbisdom binnen het Heilige Roomse Rijk.
In 787/9 werd het bisdom Bremen gesticht en het behoorde tot de kerkprovincie Keulen. Op 13 juli 787 werd Willehad als eerste bisschop gewijd te Worms. Op 1 november 789 werd de kathedraal St. Pieter gewijd. In 805 volgde definitieve inrichting van het bisdom.
In 831 werd het aartsbisdom Hamburg gesticht, maar dat kon na de verwoesting van Hamburg door de Denen (Noormannen) in 845 niet meer functioneren. In 845/7 werd de verdreven aartsbisschop van Hamburg tevens bisschop van Bremen. Op 31 mei 864 werden de beide bisdommen verenigd tot het aartsbisdom Hamburg-Bremen. Hierdoor was Bremen onttrokken aan de kerkprovincie Keulen.
De kerkprovincie strekte zich aanvankelijk uit over geheel Noord-Europa.
In 947 werden de bisdommen Sleeswijk, Ribe en Aarhus gesticht in 967 het bisdom Oldenburg (hiervan werden later de bisdommen Mecklenburg en Ratzeburg afgesplitst).
Aan de invloed van de aartsbisschop over Scandinavië kwam in 1104 een eind door de stichting van het aartsbisdom Lund. De bisdommen Sleeswijk, Ribe en Aarhus werden bij Lund gevoegd en gingen dus voor Bremen verloren. Ook lukt het niet blijvende invloed te krijgen in de Baltische gebieden: in 1255 werd het bisdom Riga verheven tot aartsbisdom. Alleen de bisdommen in het huidige Holstein en Mecklenburg bleven onder Bremen vallen.
In 1535 maakte de Reformatie een eind aan het katholieke aartsbisdom. Ook alle bisdommen binnen de kerkprovincie gingen ten onder door de Reformatie.
Tot de Vrede van Osnabrück in 1648 waren er nog wel lutherse aartsbisschoppen.
Op 12 november 1669 werd het gebied van het voormalige aartsbisdom geplaatst onder het apostolisch vicariaat van de Noordelijke Missie.
In 1995 werd de traditie voortgezet door de stichting van het aartsbisdom Hamburg.

## Bisdommen binnen de kerkprovincie
- Sleeswijk (947-1104)
- Ribe (947-1104)
- Aarhus (947-1104)
- Oldenburg (948/68-1586); sinds 1160 zetel te Lübeck
- Mecklenburg (992/1158-1555); sinds 1160 zetel te Schwerin
- Ratzeburg (na 1062/1154-1554/1648)
- Riga (1201-1255)